# Покровский район (Владимирская область)
Покровский район — административно-территориальная единица во Владимирской области РСФСР, существовавшая в 1945—1960 годах. Административный центр — город Покров.

## История
Район был образован по Указу Президиума ВС РСФСР от 26.03.1945 за счет разукрупнения Киржачского и Петушинского районов. 5 сельсоветов (Барсковский, Желудьевский, Ирошниковский, Лачужский, Овчининский) перешли из Киржачского района; 8 сельсоветов (Глубоковский, Жаровский, Ивановский, Киржачский, Костинский, Марковский, Перновский, Слободской) — из Петушинского района, из Орехово-Зуевского района Московской области в состав района включен рабочий посёлок Городищи.
В 1954 году объединены сельсоветы: Ивановский, Слободской и Перновский — в Ивановский с/с, Костинский и Жаровский — в Костинский с/с, Барсковский, Овчининский и Желудьевский — в Панфиловский с/с. В 1959 году упразднен Киржачский с/с с передачей его территории в состав Ивановского с/с.
3 мая 1960 года Покровский район был ликвидирован, 7 сельсоветов (Глубоковский, Ивановский, Ирошниковский, Костинский, Лачужский, Марковский, Панфиловский) перешли в Петушинский район.